# Mads Lauritsen
Mads Lauritsen, né le 14 avril 1993 au Danemark, est un footballeur danois qui évolue actuellement au poste de défenseur central.

## Biographie

### Débuts professionnels
Mads Lauritsen commence le football au Mejdal-Halgård puis à l'Holstebro BK (en) avant d'être formé par le Viborg FF qu'il rejoint en 2008. Il joue son premier match en professionnel le 12 août 2011 lors de la première journée de la saison 2011-2012 de deuxième division danoise, face au FC Hjørring. Il entre en jeu lors de cette rencontre remportée par son équipe par quatre buts à zéro. 

### Vejle BK
Le 30 août 2017, Mads Lauritsen rejoint le Vejle BK. Il signe un contrat courant jusqu'en décembre 2019.
Lauritsen inscrit son premier but pour Vejle le 15 avril 2018, lors d'une rencontre de championnat face au Vendsyssel FF. Titularisé, il ouvre le score et participe à la victoire de son équipe (1-2 score final).
Il découvre la Superligaen, l'élite du football danois, sous les couleurs du Vejle BK. Il joue son premier match le 13 juillet 2018, lors de la première journée de la saison 2018-2019 face à l'Hobro IK. Il est titularisé et son équipe s'impose par trois buts à un.

### Retour au Viborg FF
Le 24 août 2020, Mads Lauritsen fait son retour au Viborg FF sous la forme d'un prêt d'une saison.
Le 22 février 2021, Mads Lauritsen s'engage définitivement avec Viborg pour un contrat courant jusqu'en juin 2022. Il était en fin de contrat en fin de saison et ce nouveau contrat est effectif à partir du 1er juillet 2022. Il est sacré champion de deuxième division danoise à l'issue de cette saison 2020-2021, et participe donc à la promotion du club dans l'élite du football danois.
Le 22 décembre 2021, Lauritsen prolonge avec Viborg jusqu'en juin 2024.
Le 9 mai 2024, Mads Lauritsen annonce la fin de sa carrière professionnelle à l'âge de 31 ans. Le joueur quitte le club à expiration de son contrat après être sorti d'une saison blanche en raison de blessures. Ce sont ces mêmes blessures qui le pousse à arrêter sa carrière,.

## Palmarès

### En club
| Vejle BK - Championnat du Danemark D2 (1) : - Champion : 2017-18. |  | Viborg FF - Championnat du Danemark D2 (1) : - Champion : 2020-21. |